# Freya nigrotaeniata
Freya nigrotaeniata là một loài nhện trong họ Salticidae.
Loài này thuộc chi Freya. Freya nigrotaeniata được Cândido Firmino de Mello-Leitão miêu tả năm 1945.